# Droit gilbertin
Le droit gilbertin est le droit applicable aux Kiribati (de l'ancien nom des Kiribati : les îles Gilbert).

## Historique
Les Kiribati prirent leur indépendance du Royaume-Uni le 12 juillet 1979. De 1892 à 1916, elles faisaient partie du protectorat britannique puis, de 1916 à 1975 de la colonie britannique des îles Gilbert et Ellice et de 1975 à 1979 de la colonie des îles Gilbert.
Avant l'indépendance, le droit se basait sur :
- les proclamations britanniques et les arrêtés en conseil pris par le Roi ou la Reine avec ses pouvoirs propres[N 1].
- les lois du Parlement britannique :
  - s'appliquant dans le cadre de « la substance des lois alors en vigueur en Angleterre » jusqu'au 1er janvier 1961[2] ;
  - les « lois d'application générale en vigueur en Angleterre le 1er janvier 1961 jusqu'à présent de manière appropriée aux circonstances du pays »[3] ;
  - les lois britanniques applicables au protectorat ou à la colonie des îles Gilbert et Ellice, ou à la colonie des îles Gilbert, conformément à leurs modalités[4] ou au protectorat ou à la colonie, par décret[5] ;
- la législation britannique subsidiaire,
- les règlements du monarque, fait par le Haut Commissaire au Pacifique occidental de 1893 à 1916.
- les ordonnances du Haut Commissaire, les Commissaire résident, les Gouverneurs,
- la législation subsidiaire,
- la coutume :
  - pour la détermination des limites et des titres des terres coutumières[6],[7].
  - pour la détermination des procédures civiles et criminelles auprès des Islands Courts de 1965 à 1978, dans les Magistrate's Courts de 1978 à 1979, à condition que la coutume ne soit pas contraire à la justice naturelle, à l’équité, et la bonne conscience ou contraire aux ordonnances et autres lois alors en vigueur dans le pays[8],[9].

## Sources du droit gilbertin
Lorsque les Kiribati sont devenues indépendantes le 12 juillet 1979, par l’adoption du Kiribati Independence Order 1979 par le Conseil privé britannique, l’État fut doté d'une Constitution déclarée loi suprême du pays. Une nouvelle assemblée législative élue fut mise en place mais les lois en vigueur devaient le rester avant qu'elle ne soit abrogée par une nouvelle loi de l’organe législatif. Dix ans plus tard, les lois du Kiribati Act 1989 fut adopté pour définir les lois du pays, et pour définir l’application du droit coutumier.

### Constitution des Kiribati
La Constitution des Kiribati est la loi suprême du pays.

### Lois duManeaba ni Maungatabu
Les lois du Maneaba ni Maungatabu sont promulguées avec le consentement du Président,.

### Législation subsidiaire
La législation subsidiaire est adoptée à la suite des lois du Maneaba ni Maungatabu.

### Droit coutumier
Le droit coutumier s'applique aux situations ou :
- les limites et titres de propriétés doivent être déterminée[11] ;
- pour la détermination des procédures civiles et pénales dans les Magistrates' Courts dès lors que la coutume n'est pas contraire à la justice, à l'équité et à la conscience ou contraire aux ordonnances et aux autres lois alors en vigueur[12] ;
- lors des affaires civiles et pénales dans toutes les Cours sauf dans la mesure où elle est contraire à la Constitution, aux législations ou législations subsidiaires en force aux Kiribati[13].

### Common lawanglaise et équité
La common law anglaise et l'équité de 1893 à 1961 sont applicables aux Kiribati dans le cadre de « la substance des lois alors en vigueur en Angleterre » et, de 1961 à 1979, dans le cadre de « la substance de la common law anglaise et des doctrines de l’équité » dès lors que ces éléments sont appropriés aux circonstances du pays.
Dans le cas où ces principes sont contraires à la Constitution, la législation ou à la législation subsidiaire en force aux Kiribati, ou encore au droit coutumier, ou inapproprié aux circonstances du pays, ils ne doivent pas être appliqués,.

### Lois du parlement britannique
Les lois du Parlement britannique, les ordres de la Reine en Conseil, et la législation subsidiaire en vigueur aux Kiribati avant le 12 juillet 1979 restent en vigueur avant qu'elles ne soient abrogées par une loi du Maneaba ni Maungatabu,.

### Règlements du Monarque
Les règlements (1893-1916) et ordonnances (1916-1978) adoptés par le Haut Commissaire au Pacifique occidental, ou par le Commissaire résident (1963-1974) et le Gouverneur (1974-1979) et la législation subsidiaire adoptée sur la base de ces règlements et ordonnances restent en vigueur jusqu'à leur abrogation par une loi du Maneaba ni Maungatabu,.

## Organisation juridictionnelle
L'organisation juridictionnelle des Fidji se subdivise en quatre niveaux : les Magistrates' Courts, la Haute Cour, la Cour d'appel et enfin, le Conseil privé.

### Magistrates' Courts
Les Magistrates' Courts ont juridiction dans les limites du district dans lequel elles sont situées. Elles ont juridiction en matière de requête de divorce (d'après la Native Divorce Ordinance) ou les plaintes en matière contractuelle pour un montant inférieur à 3 000 dollars. Elles peuvent prendre des injonctions.
Elles ont juridictions en matière de terres dans le cadre de l’article 7(4) de la Constitution.
Elles ont une juridiction pénale en matière de « causes et problèmes » établi dans le Schedule 2 du Magistrates' Court Act. Le schedule dispose que ces Cours ont juridiction sur les procédures dont la peine maximum est de 500 dollars ou de 5 ans d'emprisonnement maximum. De plus, certaines infractions spécifiques prévues par le Code pénal tombent sous leur juridiction.

### Haute Cour
La Haute Cour semble avoir une juridiction originale illimitée an matière civile et pénale. Les décisions des Magistrate's Court peuvent faire l'objet d'un appel devant la Haute Cour dans le cadre des divorces, dans les affaires dont le montant de l’amende dépasse les 20 dollars, et en matière de propriété.
Elle a la capacité de déterminer la validité des élections concernant les membres du Maneaba ni Maungatabu et concernant les sièges vacants.

### Cour d'appel
La Cour d'appel peut prendre connaissance des appels formés en droit en matière civile et pénale.
La Cour n'a pas juridiction pour entendre les appels :
- des décisions autorisant l'extension de la période pendant laquelle l'appel est possible,
- un ordre donnant une permission inconditionnel de défendre une action,
- une décision de la Haute Cour qui est censé être finale selon la loi, et
- un ordre absolu pour la dissolution ou la nullité du mariage.

### Conseil privé
Le Conseil privé a juridiction pour prendre connaissance des appels de toute décision de la Haute Cour impliquant l'interprétation de la Constitution où l'application faite par la Haute Cour a été faite sur la base d'une violation des droits d'un Banaban ou du Conseil Rabi selon les Chapitres III et IX de la Constitution.